# 莫米灣
莫米灣（英語：Maumee Bight），是南極洲的海灣，位於羅斯島西部，處於沃舒拉格灣南部，長11公里，以美國海軍的補給艦命名，現時由南極條約體系管理。